# NGC 4229
NGC 4229 is een spiraalvormig sterrenstelsel in het sterrenbeeld Jachthonden. Het hemelobject werd op 2 januari 1786 ontdekt door de Duits-Britse astronoom William Herschel.

## Synoniemen
- UGC 7299
- MCG 6-27-44
- ZWG 187.34
- PGC 39341